# Campeonato Africano de Taekwondo de 2023
El XIV Campeonato Africano de Taekwondo se celebró en Abiyán (Costa de Marfil) en 2023 bajo la organización de la Unión Africana de Taekwondo.
En total se disputaron en este deporte dieciséis pruebas diferentes, ocho masculinas y ocho femeninas.

## Resultados

### Masculino
| Evento | Oro                          | Plata                           | Bronce                                                         |
| ------ | ---------------------------- | ------------------------------- | -------------------------------------------------------------- |
| –54 kg | Mahamadou Amadou Níger       | Abdulá Omri Túnez               | Moatazbelá Aboserea · Egipto · Lassina Doumbia · Burkina Faso  |
| –58 kg | Nouridine Issaka Níger       | Issa Diakité Costa de Marfil    | Souleymane Ndoye Senegal                                       |
| –63 kg | Mohamed Jalil Yendubi Túnez  | Bocar Diop Senegal              | Ben Younouss Konaté Costa de Marfil Abdelbaset Wasfi Marruecos |
| –68 kg | Ahmed Nasar · Egipto         | Aaron Kobenan Costa de Marfil   | Mohamed Fofana Mali Edward Holland Sierra Leona                |
| –74 kg | Haizam Zarguti Marruecos     | Rami Isa · Egipto               | Ibrahim Mamoudou Togo Hani Tebib Argelia                       |
| –80 kg | Faysal Sawadogo Burkina Faso | Seif Isa · Egipto               | Ismaël Coulibaly Mali Yusef Boatris Marruecos                  |
| –87 kg | Sofian Elasbi Marruecos      | Ahmad Rawi · Egipto             | Ali Yazbeck Coulibali Burkina Faso Moataz Ifaui Túnez          |
| +87 kg | Ayub Basel Marruecos         | Mederic Angaman Costa de Marfil | Nouhoum Diawara · Mali · Abdalá Isam Mohyeldin · Egipto        |

### Femenino
| Evento | Oro                              | Plata                                    | Bronce                                                 |
| ------ | -------------------------------- | ---------------------------------------- | ------------------------------------------------------ |
| –46 kg | Sukaina Sahib Marruecos          | Ngoné Fall Senegal                       | Michelle Tau · Lesoto · Leila Hamdi · Egipto           |
| –49 kg | Yana Jatab · Egipto              | Ikram Dahri Túnez                        | Mame Diarra Loum Senegal Nabintou Koné Costa de Marfil |
| –53 kg | Umaima El-Buchti Marruecos       | Bouma Ferimata Coulibaly Costa de Marfil | Mama Ndiaye · Senegal · Shahd Elhoseini · Egipto       |
| –57 kg | Chaima Tumi Túnez                | Emmanuella Atora Gabón                   | Maïmouna Konaté Mali Ndeye Maty Sarr Senegal           |
| –62 kg | Koumba Ibo Costa de Marfil       | Meriem Julal Marruecos                   | Yacine Diaw · Senegal · Nadin Mahmud · Egipto          |
| –67 kg | Ruth Gbagbi Costa de Marfil      | Elizabeth Anyanacho Nigeria              | Safia Salih · Marruecos · Aya Shehata · Egipto         |
| –73 kg | Umaima Bumh Marruecos            | Maisun Tolba · Egipto                    | Urgence Mouega Gabón Abenan Dangnide Costa de Marfil   |
| +73 kg | Fatima-Ezahra Abufaras Marruecos | Astan Bathily Costa de Marfil            | Faith Ogallo · Kenia · Toka Hasan · Egipto             |

## Medallero
| Núm. | País            | Oro | Plata | Bronce | Total |
| ---- | --------------- | --- | ----- | ------ | ----- |
| 1    | Marruecos       | 7   | 1     | 3      | 11    |
| 2    | Egipto          | 2   | 4     | 7      | 13    |
| 3    | Costa de Marfil | 2   | 5     | 3      | 10    |
| 4    | Túnez           | 2   | 2     | 1      | 5     |
| 5    | Níger           | 2   | 0     | 0      | 2     |
| 6    | Burkina Faso    | 1   | 0     | 2      | 3     |
| 7    | Senegal         | 0   | 2     | 5      | 7     |
| 8    | Gabón           | 0   | 1     | 1      | 2     |
| 9    | Nigeria         | 0   | 1     | 0      | 1     |
| 10   | Mali            | 0   | 0     | 4      | 4     |
| 11   | Argelia         | 0   | 0     | 1      | 1     |
| 11   | Kenia           | 0   | 0     | 1      | 1     |
| 11   | Lesoto          | 0   | 0     | 1      | 1     |
| 11   | Sierra Leona    | 0   | 0     | 1      | 1     |
| 11   | Togo            | 0   | 0     | 1      | 1     |
|      | TOTAL           | 16  | 16    | 31     | 63    |